# Kayla Day

Kayla Day (Santa Bárbara, California, 28 de septiembre de 1999) es una jugadora de tenis estadounidense. Fue campeona sub-18 a nivel nacional de la Asociación de Tenis de los Estados Unidos, por lo que recibió un wildcard para el cuadro principal del US Open 2016.

## Carrera

### Junior
Day ha sido número 1 de Estados Unidos en las categorías sub-12, sub-14, sub-16 y sub-18. Su mejor resultado a nivel junior fue ganar el US Open 2016.

### Profesional
Kayla Day hizo su debut a nivel WTA en el Torneo de New Haven 2016, accediendo al cuadro principal como lucky loser. A la semana siguiente, ella jugó su primer Grand Slam en el Abierto de Estados Unidos, ganando su primer partido de tras derrotar a su compatriota Madison Brengle.

## Títulos ITF

### Individual (5)
| Torneos de $100,000 |
| Torneos de $75,000  |
| Torneos de $50,000  |
| Torneos de $25,000  |
| Torneos de $15,000  |
| Torneos de $10,000  |

| N.º | Fecha                 | Torneo                         | Superficie    | Oponentes         | Resultado     |
| --- | --------------------- | ------------------------------ | ------------- | ----------------- | ------------- |
| 1.  | 30 de octubre de 2016 | Macon, Estados Unidos          | Dura          | Danielle Collins  | 6–1, 6–3      |
| 2.  | 22 de mayo de 2022    | Naples, Estados Unidos         | Tierra batida | Ana Sofía Sánchez | 6–1, 6–1      |
| 3.  | 9 de octubre de 2022  | Redding, Estados Unidos        | Dura          | Jamie Loeb        | 6–3, 6–4      |
| 4.  | 7 de mayo de 2023     | Bonita Springs, Estados Unidos | Tierra batida | Ann Li            | 6–2, 6–2      |
| 5.  | 23 de julio de 2023   | Granby, Estados Unidos         | Dura          | Katherine Sebov   | 6–4, 2–6, 7–5 |

#### Finalista (1)
| N.º | Fecha                 | Torneo                          | Superficie    | Oponentes         | Resultado |
| --- | --------------------- | ------------------------------- | ------------- | ----------------- | --------- |
| 1.  | 15 de mayo de 2016    | Naples, Estados Unidos          | Tierra batida | Valeria Solovyeva | 4–6, 0–6  |
| 2.  | 26 de febrero de 2017 | Rancho Santa Fe, Estados Unidos | Dura          | Bianca Andreescu  | 4–6, 1–6  |

### Dobles (1)
| N.º | Fecha                 | Torneos                         | Superficie | Pareja            | Oponentes                       | Resultado        |
| --- | --------------------- | ------------------------------- | ---------- | ----------------- | ------------------------------- | ---------------- |
| 1.  | 25 de febrero de 2017 | Rancho Santa Fe, Estados Unidos | Dura       | Caroline Dolehide | Anhelina Kalinina Chiara Scholl | 6–3, 1–6, [10–7] |

#### Finalista (1)
| N.º | Fecha                | Torneos                | Superficie | Pareja            | Oponentes                         | Resultado   |
| --- | -------------------- | ---------------------- | ---------- | ----------------- | --------------------------------- | ----------- |
| 1.  | 5 de febrero de 2017 | Midland, United States | Dura       | Caroline Dolehide | Ashley Weinhold Caitlin Whoriskey | 6–7(1), 3–6 |